# Acanthochondrites
Acanthochondrites is een geslacht van eenoogkreeftjes uit de familie van de Chondracanthidae. De wetenschappelijke naam is voor het eerst geldig gepubliceerd in 1930 door Oakley.

## Soorten
- Acanthochondrites annulatus (Olsson, 1869)